# Храм Евграфия
Храм Евграфия (также храм География) — утраченный пещерный храм небольшого пещерного скита Инкерманского монастыря, располагавшийся на восточной окраине Инкермана, в устье Гайтанской балки, в восточных обрывах Монастырской скалы. Является самым ранним датированным памятником Инкермана — в зафиксированной учёными надписи указан 1272 год.

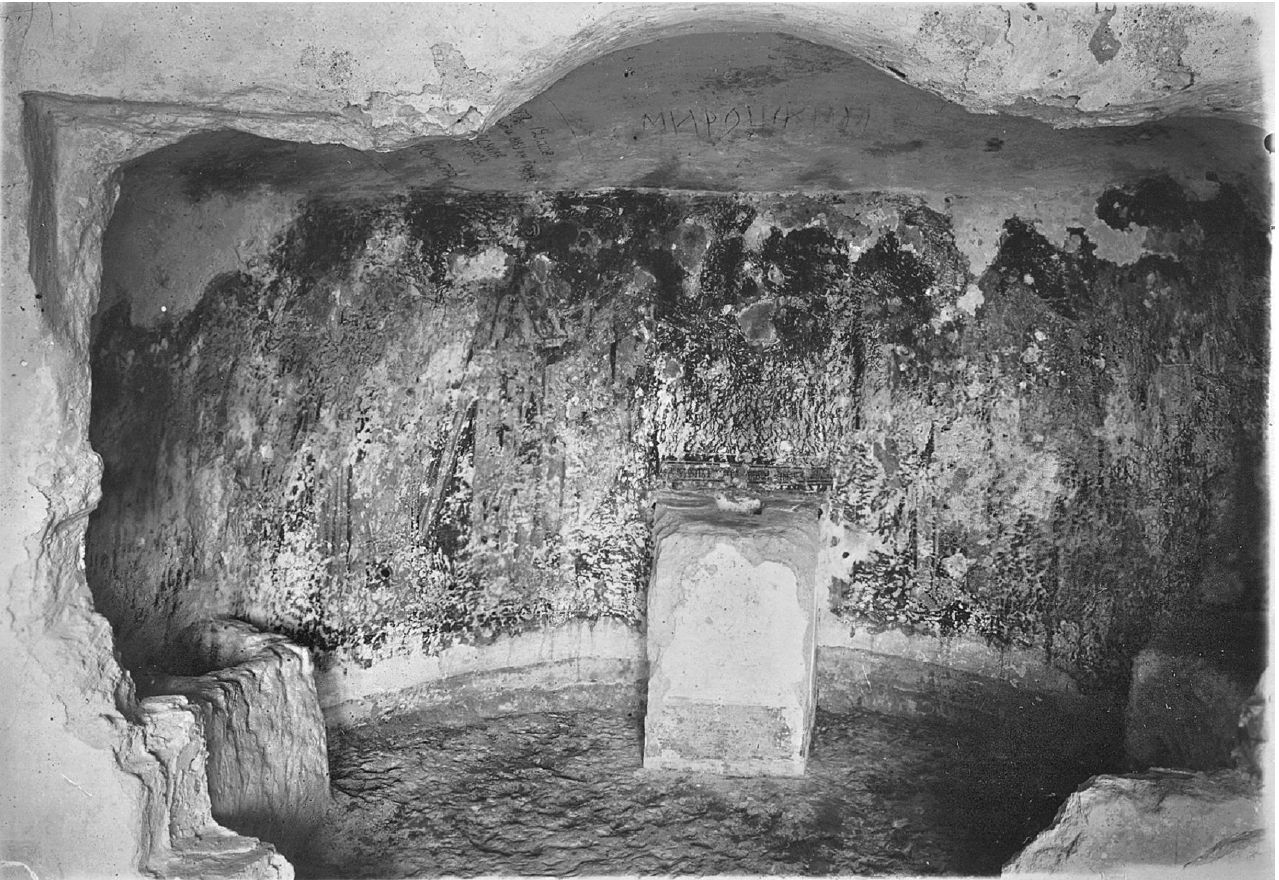
Храм География в 1937 году

## Название
При создании описания Ахтиарской бухты в 1773 году штурман Иван Батурин нанёс на карту название «Храм География», не имеющее аналогов в христианской топонимике. Термин закрепился и повсеместно использовался до 1930-х годов. Первым обратил на это внимание Бертье-Делагард и в работе «Каламита и Феодоро» писал, что «…св. География… в святцах нет, и надо читать св. Евграфа, произносившееся крымскими греками — Иограф, что наши чертежники обратили в География…». В 1937 году руководитель Инкерманской археологической экспедиции ГАИМК Н. И. Репников предположил, что в написании Батурина допущена ошибка и должно быть «Евграфий», что тоже не верно, поскольку в православии известен только мученик Евграф Александрийский. Вслед за Репниковым название «храм Евграфия» использовал Ю. М. Могаричёв в капитальном труде «Пещерные церкви Таврики» и оно, фактически, закрепилось. Критикующий эту версию Николай Днепровский предлагает вариант «Агиография», что пока не принимается историками

## История
Время возникновения обители историки определяют третьей четвертью XIII века. Упомянутый в посвятительной надписи Сотирик и его семья, вероятно, были ктиторами данной церкви. Андрей Виноградов, подтверждая дату надписи 1272 года, определяет существование всего монастырского комплекса XII—XIII веком, не обсуждая, впрочем, утраченные храмы. Благодаря же сохранявшейся надписи храм Евграфия является самым древним датированным сооружением Инкермана: 6781 год от сотворения мира — 1272—1273 год. Археолог В. Ф. Филиппенко допускает строительство храма в эпоху иконоборчества — в VIII—IX веке и связывает событие с хазарским периодом в истории Крыма. Надпись же Сотирика считает надгробной. Бобровский и Чуева считают, что храм был центром скита, состоявший примерно из 20 пещерных помещений. Время прекращения деятельности церкви, как всего монастырского комплекса, связывают с турецким завоеванием Крыма в 1475 году. Посетивший в 1634 году Инкерман священник Иаков описывал полное запустение в местных церквях.
В конце XIX века церковь вновь стала действующей, был произведён ремонт — с наружной стороны построили каменную стену, внутри сделали побелку. Известно о посещении храма семьёй императора Николая II. Судя по подписям к фотографиям того года из альбома императрицы Александры Фёдоровны, помещение использовалось, как часовня. Время закрытия пока точно не установлено: в перечне действующих церквей Инкерманского монастыря 1923 года храм Евграфия не значится. Сейчас церковь засыпана отвалами карьера, по другой версии — при ремонте железнодорожной насыпи в 1933 году, что сомнительно, поскольку храм находился довольно высоко на скале в нескольких сотнях метров от железной дороги.

## Описание
Первые краткие сведения о храме опубликовал в 1876 году Д. М. Струков: «Алтарная преграда до потолка, в ней по середине вход в алтарь. В алтаре у стены престол со впадиною вверху: над престолом по стене надпись и остатки фресковых изображений святых в архиерейских облачениях. В северо-западном углу алтаря — жертвенник со впадиною, удобною для хранения священных сосудов, и в юго-западном углу — седалище для священнослужащего», тогда же он составил схематичный план. Бертье-Делагард, основываясь на планировке помещений и анализе живописи, датировал церковь временем не ранее XVII века.
Наиболее полное описание храма было составлено участниками Инкерманской археологической экспедиции 1937 года (руководители Н. И. Репников и В. П. Бабенчиков), организованной в связи с необходимостью ликвидации угрозы обрушения участков Монастырской и Загайтанской скал на железнодорожные пути.
В описании указано, что храм из двух помещений, и что к тому времени западная стена, высеченная в скале, уже обрушилась. Сохранялась верхняя часть над бывшим входом (проём) с вырубленными над ним крестом и к северу от входа часть простенка с окном. Помещение прямоугольное, слегка вытянутое, грубо обработанное, со скамьями по длинным сторонам. Немного приподнятый над основным уровнем алтарь отделялся от наоса нетолстой скальной преградой (разрушенной) с небольшим проёмом «царских врат» и двумя просветами по сторонам для установки икон. Вплотную со стеной в скале вырубленный престол имел углубление для хранения мощей. Жертвенник, с углублением размерами 0,4×0,24×0,22 м наверху, был вырублен у северной стены в южной — сиденье для священнослужителя. Второе помещение храма — небольшая смежная пещера с тремя гробницами в полу и нишами в стенах: в северной стене маленькая, треугольная, в западной — четырёхугольная.

## Надпись

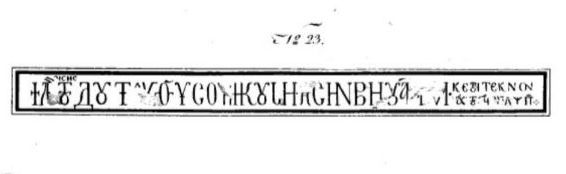
Надпись из храма, публикация 1803 г.jpg

Первым опубликовал надпись Леон де Ваксель (Léon de Waxel) в изданной в 1803 году в Берлине книге «Recueil de quelques antiquités trouvées sur les bords de la mer Noire». В России первое сообщение о надписи опубликовал в 1888 году А. Л. Бертье-Делагард, посчитав её «весьма поздней и безграмотно написанною». В 1890-х годах текст анализировал В. В. Латышев, датировав её 1272 годом. Надпись в виде длинной серой полосы, обведённой чёрной рамкой, внизу изображения над престолом хорошо сохранялась ещё в 1937 году. Детальный разбор и перевод эпиграфического памятника выполнил в 2015 году Андрей Виноградов:
ср.-греч. Δέυσις τοῦ δούλου τοῦ θ(εο)ῦ Σοτιρίκου σὴ[ν] σηνβήου α[ὐτ]οῦ κὲ το͂ν τέκνον αὐτοῦ: ἔτ(ους) ͵ςψπα´ «Моление раба Божьего Сотирика с женой его и детьми его. В 6781 году»

## Фрески
Роспись храма, судя по сделанной в одной композиции надписи, возможно, произведена в те же 1270-е годы. Ко времени исследования памятника во второй половине XIX века фрески сохранились плохо, но композиционно ещё просматривались. Д. М. Струков в работе 1876 года упоминает «…остатки фресковых изображений святых в архиерейских облачениях». И. И. Толстой и Н. П. Кондаков, в труде «Христианские древности Крыма, Кавказа и Киева» 1891 года, приводят описание фресок на тот момент
В другой церкви, по закруглению алтарной абсиды ещё заметны фигуры восьми святых в рост, от пола до потолка, с венцами, писанными жёлтой краской, а по сторонам венцов — надписи имен святых белою, фон серый, краски грубые малярные. Над алтарем, в виде запрестольного образа — поясное изображение, вероятно Спасителя. Как у этого изображения, так и у других, уже невозможно разобрать ни ликов, ни цвета одежд, ни надписей — видны только отдельные греческие буквы
 После ремонта (побелки) начала XX века ещё были видны фигуры восьми святителей в рост (по четыре с каждой стороны) на синем фоне в крещатых одеждах с желтыми нимбами и надписи белой краской, изображение младенца Христа в чаше над престолом.